# Nationaal park Tregole
Het nationaal park Tregole (Engels: Tregole National Park) is een nationaal park in het zuidwesten van Queensland, Australië en ligt 603 kilometer ten westen van Brisbane. Het park heeft een oppervlakte van 75,79 km². Tot de opkoping van het park in 1975, was het gebied een grasland. Het park is gelegen waar de brigalow- en mulga-scrub-biosferen elkaar ontmoeten en beschikt over half-steppe-ecosystemen.
Het park bevat veel kwetsbare oolinebomen, wat ongewoon is aangezien het klimaat warm en droog is. Het park heeft geen campingmogelijkheden. Een bewoond gebied ligt 10 kilometer ten zuiden van Morven, langs de weg van Morven naar Bollon. Er is een korte wandeling van 2,1 kilometer in het bewoonde gebied.